# إي. الكسندر باول
إي. الكسندر باول (بالإنجليزية: E. Alexander Powell) هو كاتب وصحفي ومراسل عسكري أمريكي، ولد في 16 أغسطس 1879 في سيراكيوز في الولايات المتحدة، وتوفي في 13 نوفمبر 1957.